# The Morung Express
The Morung Express is een Engelstalige krant in Nagaland, een deelstaat van India. Het eerste nummer verscheen op 14 september 2005. Het is gevestigd in Dimapur. De krant richt zich vooral op de leeftijdgroep van 25-45 jaar.